# Athletics Kenya
L'Athletics Kenya (AK) è la federazione di atletica leggera del Kenya. Prima del 2002 era conosciuta come Kenya Amateur Athletics Association (KAAA).
La federazione venne fondata nel Kenya coloniale del 1952, ed è oggi membro della World Athletics e della CAA.
Il Kenya è una nazione forte nell'atletica leggera, ma il talento è limitato alla corsa da lunga a media distanza.
I più famosi atleti Kenioti provengono generalmente da quartieri come Keiyo, Marakwet e Nandi nel Kenya Occidentale. Quasi tutti sono rappresentanti della tribù Kalenjin.
Il primo grande torneo internazionale a cui il Kenya ha partecipato è stato nel 1954 durante i 'Commonwealth Games' tenutisi a Cardiff, ma non vinse alcuna medaglia.
I Campionati Kenioti si svolgono in estate, ma vengono utilizzate delle prove a parte per selezionare gli atleti che gareggeranno ai principali tornei internazionali. I migliori atleti del Kenya solitamente intervengono a questi eventi, in quanto non prendervi parte potrebbe significare perdere i campionati più importanti. Molti tra i corridori Kenioti competono per lo più in Europa, i campionati nazionali sono quindi gli unici concorsi nei quali gli spettatori locali hanno l'opportunità di vederli gareggiare.
Altre competizioni organizzate dall'AK comprendono la corsa campestre ed un certo numero di corse su strada. Il Kenya ospita tre eventi annuali di maratona. La maratona di Nairobi è la più recente, ma è ora leader per competitività e partecipazione. Le altre sono la Mombasa Marathon e la Great Lake Marathon, tenuta presso la città di Kisumu. Inoltre, esiste una gara conosciuta come Lewa Marathon, che prevede una corsa completa (42 km) ed una mezza maratona, ma quest'ultima essendo una corsa campestre non viene classificata come maratona vera e propria. Ciò nonostante, la mezza maratona della Lewa Marathon ha affascinato molti tra i corridori internazionali Keniani e negli ultimi anni la gara è stata vinta da Paul Tergat, Catherine Ndereba e Joyce Chepchumba.
Numerosi atleti kenioti sono affiliati ad organizzazioni governative quali l'Esercito, i Penitenziari o la Polizia, che forniscono loro sia mezzi di sussistenza che un addestramento di qualità. Inoltre esistono diverse Associazioni private di atletica quali la Mfae di Nyahururu e la Kiptenden nella città di Kericho).
La Athletics Kenya gestisce un Museo di Atletica nella Riadha House di Nairobi. Il museo è stato inaugurato il 1º novembre 2006.
L'AK ha ricevuto nel 2006 il premio Kenyan Sports Personality of the Year un riconoscimento che viene consegnato annualmente alle personalità ed alle organizzazioni sportive keniote.